# Clubiona bandoi
Clubiona bandoi este o specie de păianjeni din genul Clubiona, familia Clubionidae, descrisă de Hayashi, 1995. Conform Catalogue of Life specia Clubiona bandoi nu are subspecii cunoscute.